# Умаяди
Омая̀дите (Умаяди, Омеяди или Умеяди, Бану Умая̀ (на арабски: الخلافة الأموية, Aл-хилефат ал-умауия) са арабска династия, управлявала Омаядския халифат от 661 до 750 г. Династията е първата, управлявала след Четиримата праведни халифи.
Омаядите са сунити, произхождащи от арабското племе курейши от Мека. При тяхното управление Арабският халифат достига най-голямото териториално разширение в историята си през периода 720 – 750 г. След бунт държавата е завзета от Абасидите (750 – 1258), а оцелелите Омаяди се отправят на запад, където основават Кордобския емират.

## Път към властта
С възкачването на курейша Усман ибн Афан като трети Предводител на правоверните, родствените му Омаяди получават достъп до важни постове, което среща недоволството на хашемитите. През 639 г. Омаядският първенец и защитник на Мека Муавия ибн Суфян става управител на бившата римска провинция Палестина, а след смъртта на Абу Убайда и на Сирия. През този период халифатът вече е покорил Сасанидското царство и обект на арабската експанзия става Византийската империя. Енергичният Муавия показва особено усърдие в тази насока и изгражда опитна армия по римски образец от сирийски християни. През 655 г. управителят на Сирия взема дейно участие в подготовката и победата на арабския флот в Битката на Мачтите, която отваря Средиземноморието за исляма.
На 20 юни 656 халиф Усман е убит и за негов наследник е обявен имам Али. Изборът е оспорен от Муавия и избухва първата мюсюлманска гражданска война между шиити и сунити, т.нар. Фитна. Въпреки успехите на Али на бойното поле Омаядът ловко подвежда чрез съдебен арбитраж четвъртия халиф да отстъпи от военно решение, с което основоположникът на шиизма губи подкрепата на много от емирите си. Изоставилите Али са наречени хариджити и на 26 януари 661 един от тях – Абд ал-Рахман – убива имам Али в Куфа. Това окончателно отваря пътя на Муавия към властта и той установява столицата на Омаядската теокрация в сирийското си седалище Дамаск. Така е поставено началото на управлението на халифата от Омаядите.

## Омаядски халифат
Едно от най-важните събития по време на управлението на Муавия I е записването на Корана във вида, познат и днес. Дотогава светото писание на мюсюлманите се предава предимно устно. Писари, които са записвали думите на Мохамед, са били рядкост и са използвали най-различни видове носители – палмови листа, кости, пергаменти, папируси. Докато е бил жив халиф Омар е събирал тези записки, а след смъртта му те биват съхранявани от дъщеря му Хафса.  През управлението на халиф Усман между арабски и неарабски мюсюлмани има напрежение, тъй като двата народа се обвиняват един друг в неверие. Проблемът е в големите различия във версиите на Корана, който те притежават. Като допълнение към това след смъртта на Хафса записките, съхранявани при нея са иззети и унищожени. Последвалото недоволство е отбелязано с бунт в края на 655 г., по време на поклонническия сезон в Мека. Ултиматум изисква свалянето на управителя на Сирия Муавия. Привидно той се съгласява и пише писмо, с което се отказва от властта си. Когато делегатите си тръгват пише друго писмо, в което заповядва бунтовниците да бъдат избити. Като халиф унифицирането на Корана е първа задача за Муавия.

## Родословно дърво
Родоначалник на рода е Абу Суфиян, произхождащ от търговски род от Мека, който приема исляма сравнително късно, през 627 г.
Има два основни клона на рода: Суфиянидите (управлявали 661 – 684), и Маруанидите (управлявали 684 – 750), потомци на Маруан I ибн ал-Хакам.
Легенда

## Омаядите в Андалус
Последните оцелели Омаяди, начело с Абд ал-Рахман I, достигат до Ал-Андалус, където основават Кордовския емират и оттам заявяват претенциите си за полагащата им се по наследство халифска титла. Управлението на тяхната династия (756 – 1031) е съпроводено с разцвета на арабската култура. То може да се раздели на два периода: независим Кордовски емират (756 – 929) и Кордовски халифат (929 – 1031), а най-забележителни са трима владетели с подобни имена: Абд ал-Рахман I
(756 – 788), Абд ал-Рахман II (822 – 852), Абд ал-Рахман III (912 – 961) и на могъщия първи министър (хаджиб, ḥājib) Абу Амир ал-Мансур (Almanzor) (976 – 1002).

### Кордовски емират
Абд ал-Рахман I организира своята държава, като бързо потушава всяко недоволство и се опира на доверените му източни благородници, обсипвайки ги с богатства и имоти. Той поддържа ислямските институции и провежда поредица наказателни кампании срещу християните в Астурия. На север той е застрашен от франките на Карл Велики, който обсажда Сарагоса и застрашава долината на Ебро. След като вдига обсадата, той отстъпва, при което баските разбиват ариегарда му в Ронсевал (Ронсево) (778 г.), като събитието е отразено в средновековния епос Песен за Роланд. Франкското надмощие приключва с превземането на Жирона през 785 г. и на Барселона в 801 г., но мюсюлманската власт е краткотрайна и с формирането на Испанската марка през 811 г. те се връщат отново при християните.
Неговите наследници, Хишам I (788 – 796) и ал-Хакам I (796 – 822), управляват сред вълни от недоволство сред арабските благородници. Бунт, избухнал в Толедо, бива свирепо потушен, а вътрешните вълнения принуждават емира да увеличи броя на наемните войски и да обложи населението с нови данъци, за да издържа военните.
При Абд ал-Рахман II настъпва период на политическо, административно и културно обновление на мюсюлманска Иберия. Най-сериозните проблеми идват от непокорните васали в долината на Ебро и по-специално от рода Бану Каси (Banū Qāsī – син на Касий) и мозарабите. Емирът се опитва да усмири непокорните, но безуспешно. Мозарабите започват публично да хулят пророка Мохамед и да търсят мъченическа смърт, след като от 850 г. нататък това се наказва със смърт. Този стремеж към мъченичество се свързва с нарастващата арабизация.
Във външната си политика Абд ал-Рахман II провежда активна дипломатическа дейност, като разменя посланици с Византийската империя и франкския крал Карл II Плешиви. Посреща решително норманските нашественици и ги побеждава при Севиля. Построява постоянни укрепления срещу нападателите по море, една морска база в Севиля и втора в Печина близо до Алмерия.
Неговите потомци Мохамед I (852 – 886), ал-Мундир (886 – 888) и Абд Аллах (888 – 912) имат големи проблеми с муваладите. Осъзнали голямата си сила, те вдигат въстание в северната част на полуострова, предвождани от клана Бану Каси, и на юг под водачеството на Умар ибн Хавсун. Войната с тях е продължителна: Ибн Хавсун упорито отстоява свободата на своите привърженици мувалади и християните мозараби с оръжие в ръка цели 19 години до кончината си на преклонните за това време 67 години. Абд Аллах не успява да се пребори с размирниците и оставя отслабена държава на внука си Абд ал-Рахман III, който успява да възстанови реда. Той подчинява цял Андалус, от Хаен (Jayyān) до Сарагоса (Saraqusṭah), и от Мерида (Māridah) до Севиля (Ishbīliyah). Когато Ибн Хавсун умира през 917 г., неговите синове са принудени да капитулират и през 928 г. Абд ал-Рахман III завладява дотогава непревземаемата им крепост Бобастро.

### Кордовски халифат
Кордовският халифат съществува от 16 януари 929 г., когато Абд ал-Рахман III се самопровъзгласява за халиф, до 1031, когато слабият владетел Хишам III е свален от своите везири и халифатът се разпада на независими княжества – тайфи. През тези стотина години царуват 12 халифа, като всички освен първите двама са слаби владетели и почти всички умират от насилствена смърт.